# Delta Force: Urban Warfare
Delta Force: Urban Warfare er et første-person shooter, som er udviklet af Rebellion Developments og udgivet af NovaLogic. Det var oprindeligt designet til at være en militær simulation løst baseret på Delta Force special operations force. Historien strækker sig over tolv opgaver, herunder et bank røveri, gidseltagningen og et angreb på en offshore boreplatform.

## Omtale
Spillet modtog "gennemsnitlige" anmeldelser i henhold til videospil anmeldelses webside Metacritic.